# Euprionocera
Euprionocera är ett släkte av fjärilar. Euprionocera ingår i familjen plattmalar.
Kladogram enligt Catalogue of Life:
| Euprionocera | \| \| Euprionocera geminipuncta \| \| \| \| \| \| Euprionocera hypertricha \| \| \| \| |
|              | \| \| Euprionocera geminipuncta \| \| \| \| \| \| Euprionocera hypertricha \| \| \| \| |
|              | Euprionocera geminipuncta                                                              |
|              |                                                                                        |
|              | Euprionocera hypertricha                                                               |
|              |                                                                                        |